# Lazuardia
Lazuardia es un género de hongos de la familia Pyronemataceae. Su cuerpo fructífero tiene forma de taza. La especie tipo, Lazuardia lobata, crece en el suelo y se le encuentra en Ceilan, India, Java, Sumatra, Cuba, Jamaica y Trinidad.
Las ascosporas son esféricas y miden unos 9 a 11 µm.